# Gwersyllt
Gwersyllt är en community i Storbritannien.   Den ligger i kommunen Wrexham och riksdelen Wales, i den södra delen av landet, 260 km nordväst om huvudstaden London.
Större delen av Gwersyllt är en del av tätorten Wrexham. 